# 368 Haidea
368 Haidea là một tiểu hành tinh lớn ở vành đai chính. Nó được Auguste Charlois phát hiện ngày 19.5.1893 ở Nice. Không biết rõ nguồn gốc tên của nó.